# نحر آل رواس (القطن)
'

تعديل مصدري - تعديل

نحر ال رواس هي إحدى قرى عزلة وادي سر بمديرية القطن التابعة لمحافظة حضرموت، بلغ تعداد سكانها 52 نسمة حسب تعداد اليمن لعام 2004.